# Chattahoochee (fiume)
Il Chattahoochee è un fiume degli Stati Uniti d'America. Esso nasce in Georgia, segna la metà meridionale del confine tra Georgia e Alabama e tocca anche la Florida nel punto in cui confluisce nel fiume Apalachicola.